# De slag om Stalingrad
De slag om Stalingrad (Russisch: Сталинградская битва, Stalingradskaja bitva) is een tweedelige Sovjetfilm uit 1949.

## Film
De film werd geschoten onder het Mosfilmregime onder Jozef Stalin. Het handelt daarbij om de Slag om Stalingrad met uiteraard hoofdrollen voor Jozef Stalin (gespeeld door Aleksei Dikiy) en Adolf Hitler (Michael Astangov). In het westen wordt de film gezien als een kunstzinnige documentaire, waarbij de daadwerkelijke gebeurtenissen zijn geromantiseerd om de rol van Stalin weer te geven in zijn optiek. Vladimir Petrov regisseerde de film naar een scenario van Nikolaj Virta. De film kreeg een Kristallen Bol toebedeeld, een aantal acteurs ontving de Stalinprijs. 
De films gingen op 9 mei 1949 en 8 november 1949 in première.

## Rolverdeling
| Acteur                | Personage                                    | Nota        |
| --------------------- | -------------------------------------------- | ----------- |
| Aleksei Dikiy         | Jozef Stalin                                 |             |
| Maksim Shtraukh       | Vjatsjeslav Molotov                          |             |
| Viktor Khokhryakov    | Georgi Malenkov                              |             |
| Mikhail Kvarelashvili | Lavrenti Beria                               |             |
| Nikolai Dorokhin      | Nikita Chroesjtsjov                          |             |
| Vladimir Solovjov     | Michail Kalinin                              |             |
| Yuri Tolubeyev        | Andrej Zjdanov                               |             |
| Nikolai Ryzhov        | Lazar Kaganovitsj                            |             |
| Garri Mushegyan       | Anastas Mikojan                              |             |
| Mikhail Derzhavin     | Kliment Voroshilov                           |             |
| Yuri Shumsky          | Generaal Aleksandr Vasilevski                |             |
| Vasili Merkuryev      | Generaal Nikolay Voronov                     |             |
| Boris Livanov         | Generaal Konstantin Rokossovski              |             |
| Nikolai Kolesnikov    | Generaal Andrey Yeryomenko                   |             |
| Nikolay Simonov       | Generaal Vasili Tsjoejkov                    |             |
| Vasily Orlov          | Generaal Nikolaj Krylov                      |             |
| Sergei Brzhesky       | Generaal Aleksandr Rodimtsev                 |             |
| Nikolai Plotnikov     | Commissioner Gurov                           |             |
| Boris Smirnov         | Luitenant Kaleganov                          |             |
| Leonid Knyazev        | Sergeant Jakov Pavlov                        |             |
| Vladimir Golovin      | Generaal Nikolaj Vatoetin                    |             |
| Aleksei Krasnopolsky  | Generaal Nikolai Trufanov                    |             |
| Mikhail Nazvanov      | Kolonel Ivan Lyudnikov                       |             |
| Nikolai Kryuchkov     | Luitenant Ivanov                             |             |
| Aleksandr Antonov     | Kolonel Popov                                |             |
| Nikolay Cherkasov     | Franklin D. Roosevelt                        |             |
| Viktor Stanitsyn      | Winston Churchill/Generaal Fjodor Tolboechin |             |
| Konstantin Mikhailov  | William Averell Harriman                     |             |
| Mikhail Astangov      | Adolf Hitler                                 |             |
| Mikhail Garkavi       | Hermann Göring                               |             |
| Nikolai Komissarov    | Veldmaarschalk Wilhelm Keitel                |             |
| Boris Svoboda         | Generaal Alfred Jodl                         |             |
| Nikolai Rybnikov      | Veldmaarschalk Maximilian von Weichs         |             |
| Vladimir Vsevolodov   | Generaal Arthur Schmidt                      |             |
| Vladimir Gajdarov     | Veldmaarschalk Friedrich Paulus              |             |
| Yevgeny Kaluzhsky     | Generaal Wilhelm Adam                        | eerste film |
| Nikolai Nikolayevsky  | Generaal Wilhelm Adam                        | tweede film |
| Vladimir Chernyavsky  | Generaal Kurt Zeitzler                       |             |
| Rostislav Plyatt      | Generaal Hermann Hoth                        |             |
| Sergei Blinnikov      | Alexander Poskrebyshev                       |             |
| Yuri Levitan          | verteller                                    |             |

## Muziek
Aram Chatsjatoerjan schreef de filmmuziek; hij zou 17 of 18 films voorzien van muziek. Voor deze film moest meer dan een uur filmmuziek gecomponeerd worden binnen een smal genre. Het moest heroïsche muziek zijn, die op zich weer niet leek op heldenverering van Stalin zelf. Chatsjatoerjan schreef de filmmuziek voor een uitgebreid symfonieorkest: 
- 3 dwarsfluiten (III ook piccolo), 3 hobo's (III ook althobo), 4 klarinetten (waaronder ook esklarinet en basklarinet), 2 fagotten
- 4 hoorns, 3 trompetten, 3 trombones, 1 tuba
- pauken, percussie, harp, piano
- violen, altviolen, celli, contrabassen

Chatsjatoerian legde de filmmuziek zelf vast met zijn Radiosymfonieorkest van de Sovjetomroep; het werd in 1952 op langspeelplaat uitgegeven door Melodiya.
Hij dunde die muziek uit tot een achtdelige suite:
1. De stad aan de Wolga (Andante maestoso (maatslag 69-72)
2. Invasie (Allegro alla marcia, maatslag 132-138)
3. Stalingrad in vlammen (Lento sostenuto, maatslag 52; Poco piu mosso (maatsclag 92)
4. De vijand is verdoemd (Andante sostenuto, maatslag 72-76; Poco meno mosso,; Tempo I, Allegro non troppo (maatslag 112)
5. Een veldslag voor het vaderland (Moderato assai, maatslag 72-80, Allegro vivace, maatslag 92-96, Presto, maatslag 200-208)
6. Eeuwige roem voor de helden (Andante sostenuto, maatslag 60-63)
7. Voorwaarts naar de overwinning (Tempo di marcia, maatslag 132)
8. Er is een klif aan de Wolga (Andante maestoso, maatslag 69-72)

'De muziek van het eerste deeltje en Er is een klif aan de Wolga baseerde Chatsjatoerjan op een volksliedje. 
Dirigent Adriano nam de suite in 1989 (uitgave 1993) op met het Slowaaks Radiosymfonieorkest voor het platenlabel Marco Polo, opgegaan in Naxos. Het maakte deel uit van een serie opnamen met filmmuziek (Marco Polo Film Music Classics). Het album werd een aantal keren heruitgegeven. Naxos maakte nog melding voor een arrangement voor Hungaraton in 1976, waarbij een sopraan en een gemengd koor werden toegevoegd. Dichter Gabor Garai zou teksten hebben geleverd voor de film Ter nagedachtenis aan de helden, plaatopnamen daarvan werden in 1978 uitgegeven.
Loris Tjeknavorian nam in 1993 de suite op met het Philharmonisch Orkest van Armenië voor het platenlabel ASV Records (DCA 859). De opnamen maakten deel uit van een serie gewijd aan muziek van de Armeense componist.
In 1969 werd een arrangement voor harmonieorkest geschreven door Grigori Kalinkovitsj, dat diverse keren werd opgenomen. 